# Turkiska cupen i volleyboll för damer
Turkiska cupen i volleyboll för damer är en årlig turnering i Turkiet mellan klubbar som arrangeras av det turkiska volleybollförbundet sedan 1994.

## Resultat per säsong[1][2]
| Säsong                  | Säsong                | Final           | Final                                                                               | Final                      |               |
| År                      | Spelplats för finalen | Vinnare         | Matchresultat                                                                       | Finalist                   |               |
| ----------------------- | --------------------- | --------------- | ----------------------------------------------------------------------------------- | -------------------------- | ------------- |
| 1994-95 mer information | -                     | Vakıfbank SK    | 3 - 0 (15-9, 15-8, 15-12) 3 - 1 (15-4, 15-7, 9-15, 15-13)                           | Beşiktaş JK                |               |
| 1995-96 mer information | -                     | Emlakbank SK    | 3 - 0 (15-9, 15-3, 15-1) 3 - 1 (15-6, 15-9, 13-15, 15-10)                           | Beşiktaş JK                |               |
| 1996-97 mer information | -                     | Vakıfbank SK    | gruppspel                                                                           | Beşiktaş JK                |               |
| 1997-98 mer information | -                     | Vakıfbank SK    | 3 - 2 (9-15, 15-13, 12-15, 15-10, 15-8)                                             | Eczacıbaşı SK              |               |
| 1998-99 mer information | -                     | Eczacıbaşı SK   | 3 - 0 (25-11, 25-12, 25-15)                                                         | Enka SK                    |               |
| 1999-00 mer information | -                     | Eczacıbaşı SK   | 3 - 0 (25-18, 25-14, 25-15)                                                         | Gunes Sigorta SK           |               |
| 2000-01 mer information | -                     | Eczacıbaşı SK   | 3 - 1 (20-25, 25-19, 25-20, 25-21)                                                  | VakıfBank Güneş Sigorta SK |               |
| 2001-02 mer information | -                     | Eczacıbaşı SK   | 3 - 0 (25-23, 25-15, 25-12)                                                         | Yeşilyurt SK               |               |
| 2002-03 mer information | -                     | Eczacıbaşı SK   | 3 - 0 (25-16, 25-19, 25-22)                                                         | Türk Telekom GSK           |               |
| 2003-08                 | -                     | Spelades inte   | Spelades inte                                                                       | Spelades inte              | Spelades inte |
| 2008-09 mer information | Istanbul              | Eczacıbaşı SK   | 3 - 1 (25-20, 25-17, 22-25, 25-21) 3 - 2 (22-25, 20-25, 25-23, 25-23, 15-10)        | Fenerbahçe SK              |               |
| 2009-10 mer information | Istanbul              | Fenerbahçe SK   | 2 - 3 (18-25, 16-25, 25-23, 25-23, 15-13) 3 - 2 (25-18, 25-17, 14-25, 24-26, 15-12) | VakıfBank Güneş Sigorta SK |               |
| 2010-11 mer information | Smirne                | Eczacıbaşı SK   | 3 - 0 (25-23, 25-14, 25-15)                                                         | Nilüfer BSK                |               |
| 2011-12 mer information | Istanbul              | Eczacıbaşı SK   | 3 - 0 (25-21, 25-18, 25-19)                                                         | Galatasaray SK             |               |
| 2012-13 mer information | Ankara                | Vakıfbank SK    | gruppspel                                                                           | Eczacıbaşı SK              |               |
| 2013-14 mer information | Ankara                | Vakıfbank SK    | gruppspel                                                                           | Fenerbahçe SK              |               |
| 2014-15 mer information | Ankara                | Fenerbahçe SK   | 3 - 2 (25-18, 23-25, 23-25, 25-14, 15-9)                                            | Vakıfbank SK               |               |
| 2015-16                 | -                     | Spelades inte   | Spelades inte                                                                       | Spelades inte              | Spelades inte |
| 2016-17 mer information | Ankara                | Fenerbahçe SK   | 3 - 0 (22-25, 15-25, 19-25)                                                         | Vakıfbank SK               |               |
| 2017-18 mer information | Ankara                | Vakıfbank SK    | 3 - 0 (25-22, 25-18, 30-32)                                                         | Eczacıbaşı SK              |               |
| 2018-19 mer information | Smirne                | Eczacıbaşı SK   | 3 - 1 (23-25, 25-17, 25-22, 25-20)                                                  | Fenerbahçe SK              |               |
| 2019-20 mer information | Istanbul              | Slutfördes inte | Slutfördes inte                                                                     | Slutfördes inte            |               |
| 2020-21 mer information | Istanbul              | Vakıfbank SK    | 3 - 0 (25-18, 25-19, 25-22)                                                         | Eczacıbaşı SK              |               |
| 2021-22 mer information | Istanbul              | Vakıfbank SK    | 3 - 2 (21-25, 25-21, 25-13, 27-29, 17-15)                                           | Fenerbahçe SK              |               |

## Resultat per klubb
| Klubb         | Antal titlar | Årtal för vunna titlar                                                          |
| ------------- | ------------ | ------------------------------------------------------------------------------- |
| Eczacıbaşı SK | 9            | 1998-99, 1999-00, 2000-01, 2001-02, 2002-03, 2008-09, 2010-11, 2011-12, 2018–19 |
| Vakıfbank SK  | 8            | 1994-95, 1996-97, 1997-98, 2012-13, 2013-14, 2017–18, 2020–21, 2021–22          |
| Fenerbahçe SK | 3            | 2009-10, 2014–15, 2016–17                                                       |
| Emlakbank SK  | 1            | 1995-96                                                                         |